# هال غوردون
هال غوردون (بالإنجليزية: Hal Gordon)‏ هو ممثل بريطاني (وحمل سابقاً جنسية المملكة المتحدة لبريطانيا العظمى وأيرلندا)، ولد في 18 أبريل 1894 بلندن في المملكة المتحدة، وتوفي في 1946 في المملكة المتحدة.

## وصلات خارجية
- هال غوردون على موقع IMDb (الإنجليزية)
- هال غوردون على موقع قاعدة بيانات الفيلم (الإنجليزية)